# Crítica literaria feminista
La crítica literaria feminista es una crítica literaria informado por la teoría feminista, o por las políticas del feminismo en un sentido más comprensible. Lisa Tuttle ha definido a este género como «la pregunta de los viejos textos» y al igual cita los objetivos del feminismo:
- Desarrollar y descubrir una tradición femenina de la escritura.
- Interpretar el simbolismo de la escritura de las mujeres para que no se pierda o se ignore por los hombres el punto de vista.
- Redescubrir los viejos textos.
- Analizar a las escritoras y sus escritos a partir de una perspectiva femenina.
- Resistir el sexismo en la literatura.
- Aumentar la conciencia sexual de la política del lenguaje y el estilo.